# Scottsboro

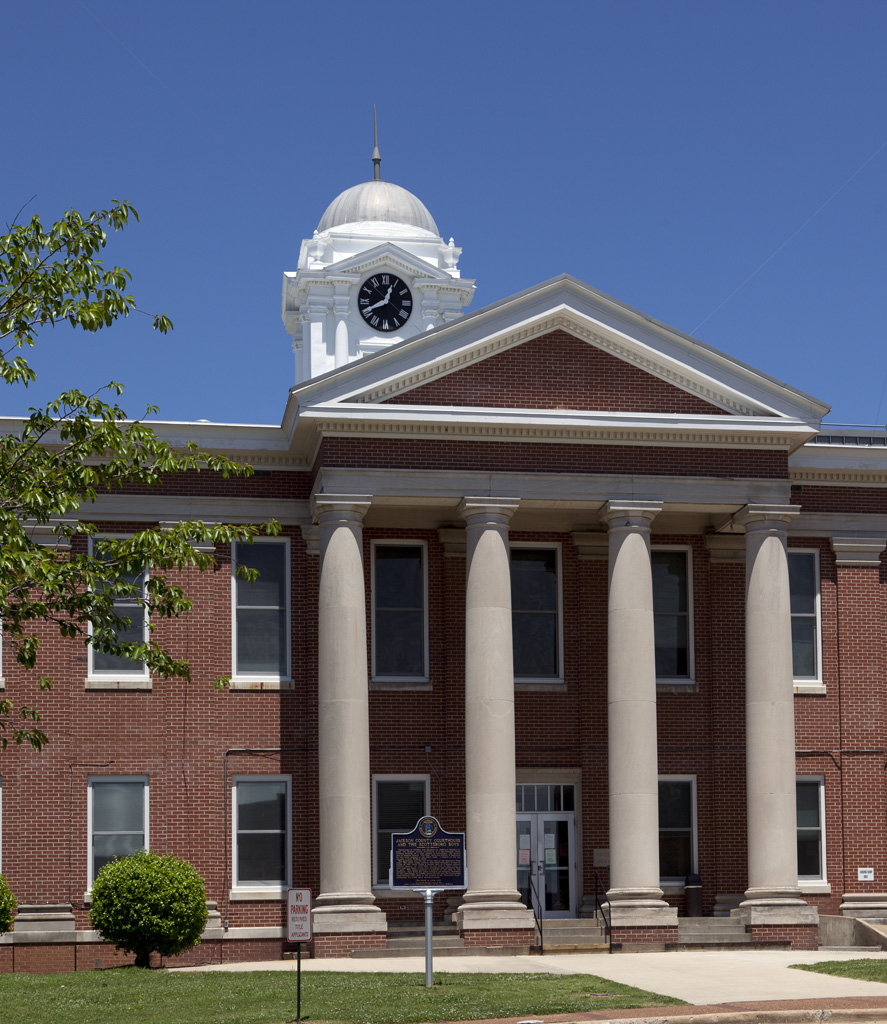
Gerechtsgebouw van Jackson County in Scottsboro

Scottsboro is een plaats (city) in de Amerikaanse staat Alabama, en valt bestuurlijk gezien onder Jackson County.

## Demografie
Bij de volkstelling in 2000 werd het aantal inwoners vastgesteld op 14.762.
In 2006 is het aantal inwoners door het United States Census Bureau geschat op 14.951, een stijging van 189 (1.3%).

## Geografie
Volgens het United States Census Bureau beslaat de plaats een oppervlakte van
134,0 km², waarvan 122,6 km² land en 11,4 km² water. Scottsboro ligt op ongeveer 190 m boven zeeniveau.

## Plaatsen in de nabije omgeving
De onderstaande figuur toont de plaatsen in een straal van 24 km rond Scottsboro.